# اسلام در ترکیه

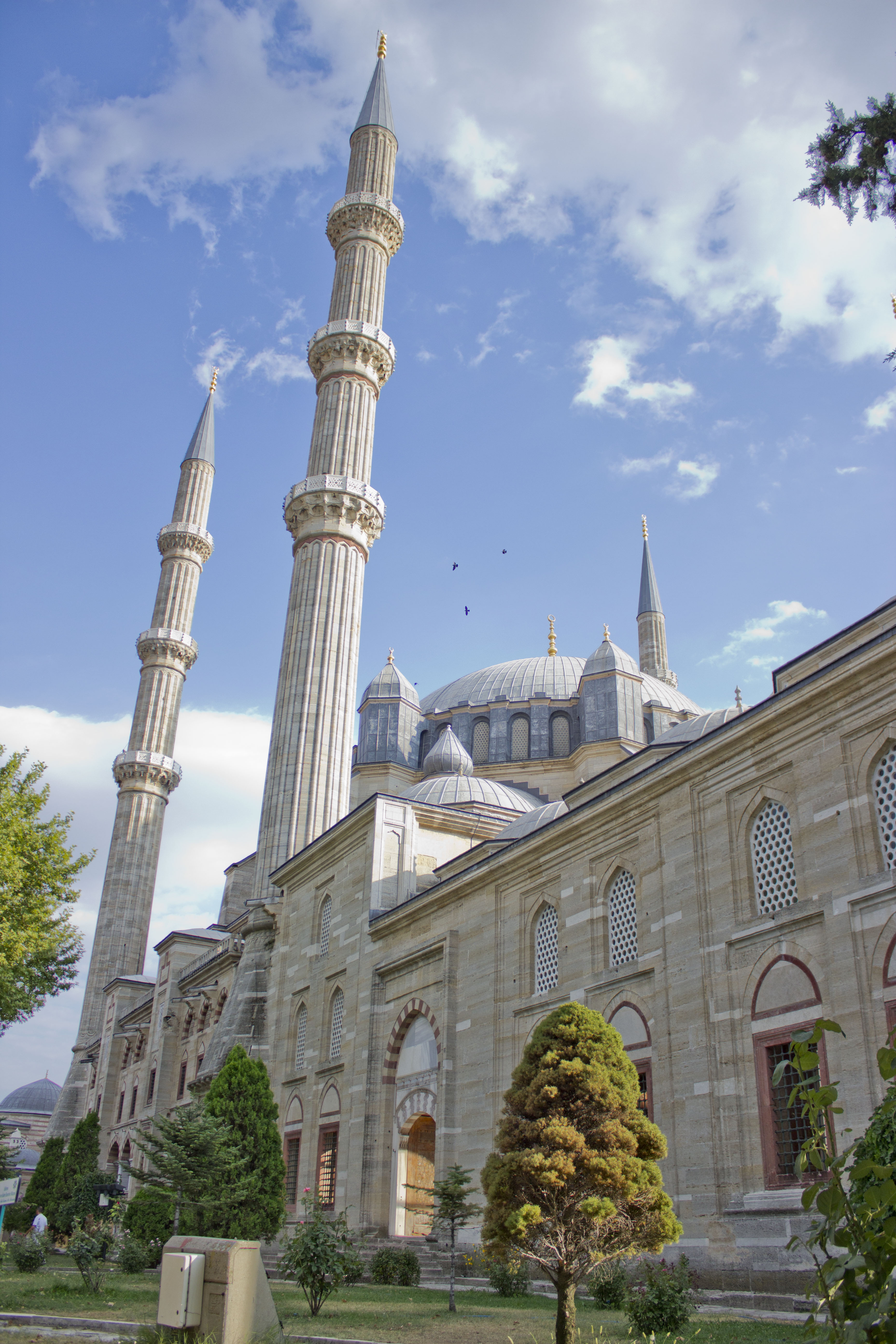
مسجدی در ترکیه

اسلام در ترکیه، پر طرفدارترین دین و دین غالب است. بر اساس آمارهای رسمی این کشور ۹۹.۸ درصد و بر اساس آمارهای غیر رسمی ۹۷ درصد جمعیت این کشور را مسلمانان شکل داده‌اند. اکثریت این جمعیت را اهل سنت حنفی مذهب شکل داده و حضور اسلام در منطقه مربوط به قرن یازدهم میلادی بر می‌گردد.

## آمار
اسلام در ترکیه
بیشترین مردم ترکیه را مسلمانان تشکیل داده‌اند. بر اساس نتایج نظرسنجی‌های دینداری که در ترکیه انجامیده‌است، ۹۸ درصد از جمعیت این کشور را مسلمانان و ۲ درصد دیگر را غیر مذهبی‌ها تشکیل داده‌اند. بر اساس آمار منتشر شده توسط منابع دولتی این کشور، ۹۹.۸ درصد جمعیت ترکیه، مسلمان هستند. با این وجود نظرسنجی‌ها، تخمینی کمتر و حدود ۹۷ درصد را نشان می‌دهند. بیشتر مسلمانان این کشور را اهل سنت تشکیل داده‌اند و حدوداً ۸۰ درصد تخمین زده شده‌اند. الباقی فرقه‌های اسلامی نیز ۱۵ درصد از مسلمانان این منطقه را شامل می‌شوند. از جمله فرقه‌های اسلامی حاضر در ترکیه می‌توان به علویان و جعفریان را نام برد. علویان یک درصد از جمعیت مسلمانان ترکیه را شامل می‌شوند. جمعیت تخمینی این فرقه، ۱ میلیون نفر گزارش شده‌است. مشهرترین مکتب فکری حاضر در منطقه، مکتب حنفی است و صوفی‌ها در منطقه، اقلیت مسلمان به حساب می‌آیند. این مذهب، مورد تایید رسمی مدرسه فقه اسلامی در ترکیه بود که توسط دولت عثمانی حمایت می‌شد. بر این اساس و طبق نظرسنجی سال ۲۰۱۳، ۷۷.۵ درصد جمعیت مسلمانان این کشور، خود را حنفی معرفی کرده‌اند. بر اساس برخی آمارها، مسلمانان غیر مذهبی این کشور، جمعیتی شامل ۲ تا ۱۹ درصد، گزارش شده‌اند.

## تاریخ

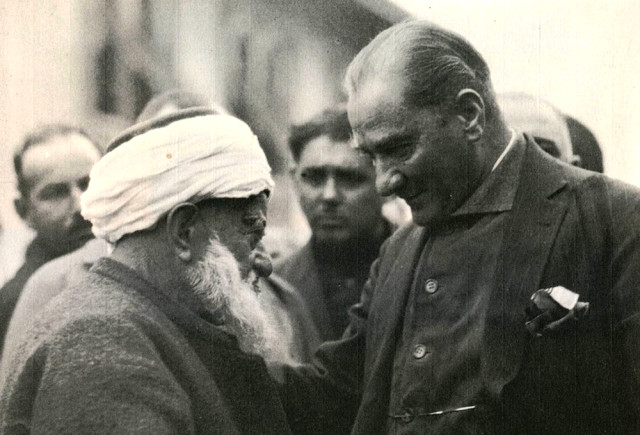
رئیس جمهور مصطفی کمال پاشا و مفتی عبدالرحمن کمیل افندی در آماسیا (۱۹۳۰)

حضور اسلام و مسلمانان در منطقه ترکیه امروزی، به نیمه دوم قرن یازدهم میلادی باز می‌گردد. در این دوره سلجوقیان شروع به گسترش اسلام و سیطره خود در شرق آناتولی کردند و این امر اسلام را به منطقه وارد کرد.  در طول فتوحات مسلمانان در قرن هفتم و هشتم، ارتش‌های عرب، امپراتوری اسلامی را تاسیس کردند و عصر طلایی اسلام، به زودی در اواسط هشتم با انتقال پایتخت از دمشق به بغداد، آغاز شد.

## ویژگی‌ها
ترکیه به عنوان یکی از کشورهای اسلامی که به سکولار پایبند است، مورد توجه قرار گرفته است. با این وجود در این کشور، تاسیس مدارس و دانشگاه‌های خصوصی دینی (صرف نظر از اینکه چه مذهبی داشته باشند) ممنوع است. همچنین جدایی دین در سیاست این کشور، با وجود موسسات دولتی حامی مسلمانان، ادعای سکولار بودن این کشور را مورد انتقادها قرار داده‌است. نهاد دولتی مدیریت امور دینی (به انگلیسی: Presidency of Religious Affairs) در این کشور، بر ۷۷۵۰۰ مسجد این کشور نظارت داشته و مدیریت انجام می‌دهد. این نهاد که توسط آتاتورک تاسیس شده است، فقط به تأمین مالی مسلمانان کمک می‌کند. مالیات در این کشور در بین همه شهروندان آن برابر است اما استفاده مالیات برای همه ادیان برابر نیست و مسلمانان بودجه بیشتری دریافت می‌کنند. همچنین در این کشور، فرقه‌های صوفی همچون علویان، بکتاشیه، مولویه، رفاعیه، ملامتیه، نقشبندیه، قادریه و حتی فرقه شیعیان جعفری، به رسمیت شناخته نمی‌شوند. در این کشور، پیامبر اسلام با عناوین «پیامبر ما» یا «حضرت محمد» خطاب می‌شود.